# Pieces of Dream
Pieces Of Dream – pierwszy album niemieckiej wokalistki Joany Zimmer.

## Lista utworów
1. „Any Place I Hang My Hat Is Home”
2. „I’ve Got You Under My Skin”
3. „Close To You”
4. „Cry Me A River”
5. „L’amour Existe Encore”
6. „Round Midnight”
7. „Calling You”
8. „When The Sun Comes Out”
9. „Yesterdays”
10. „Little Boy Lost”
11. „Lover, Come Back To Me”
12. „For All We Know”
13. „Come Rain Or Come Shine”